# Personality and Individual Differences
Personality and Individual Differences est une revue académique à comité de lecture publiée 16 fois par an par Elsevier. Elle est créée en 1980 par Pergamon Press et est le journal officiel de la Société internationale pour l'étude des différences individuelles. Les rédacteurs en chef sont Peter K. Jonason, Julie Aitken Schermer, Aljoscha Neubauer, Michelle Yik et Colin Cooper. Les rédacteurs précédents incluent Donald H. Saklofske, Philip A. Vernon, Gísli Guðjónsson et Sybil BG Eysenck. L'éditeur fondateur est Hans Eysenck. La revue couvre la recherche sur la structure de la personnalité et d'autres formes de différences individuelles, les processus qui font émerger ces différences individuelles et leurs applications pratiques.

## Résumé et indexation
La revue est indexée dans :
- ASSIA
- Current Contents/Social & Behavioral Sciences
- Pascal
- PsycINFO
- PsycLIT
- Scopus
- Social Sciences Citation Index.

Selon le Journal Citation Reports, la revue a un facteur d'impact de 3,951 en 2021.

## Diffusion remarquable
En 1985, la revue publie A revised version of the psychoticism scale (Une version révisée de l'échelle de psychoticisme), qui décrit une version révisée du questionnaire de personnalité d'Eysenck. Cet article a été cité plus de 1 600 fois.

## Rétraction
Le 17 juin 2020, Elsevier annonce qu'il retire un article de 2012 de J. Philippe Rushton et Donald Templer. L'article affirme à tort qu'il existait des preuves scientifiques que la couleur de la peau était liée à l'agressivité et à la sexualité chez les humains.